# 吉武村
吉武村（よしたけむら）は、福岡県宗像郡にあった村。現在の宗像市の一部にあたる。

## 地理
釣川の上流域に位置していた。

## 歴史

### 沿革
- 1889年（明治22年）4月1日 - 宗像郡武丸村、吉留村が合併して村制施行し、吉武村が設立[1][2]。
- 1954年（昭和29年）4月1日 - 宗像郡東郷町、赤間町、南郷村、河東村、神興村（一部、大字村山田の一部）と合併し宗像町を新設して廃止された[1][2]。

### 地名の由来
合併した旧村の名称の一文字ずつを組み合わせたもの。

## 名所・旧跡
- 八所宮[1]